# Clifton Webb
Pour les articles homonymes, voir Webb.
Clifton Webb, de son vrai nom Webb Parmalee Hollenbeck, est un acteur américain né à Indianapolis le 11 novembre 1889 et décédé d'une crise cardiaque le 13 octobre 1966 à Beverly Hills. Interprète d'une parfaite élégance, il s'illustra souvent dans des rôles de gentleman détaché, avec une ironie et une finesse qui furent sa marque de fabrique.
Il a eu du succès avec le personnage de Monsieur Belvédère qu'il a incarné dans trois films.

## Filmographie partielle
- 1944 : Laura (Laura) d'Otto Preminger
- 1946 : L'Impasse tragique (The Dark Corner) de Henry Hathaway
- 1946 : Le Fil du rasoir (The Razor's Edge) de Edmund Goulding
- 1948 : Bonne à tout faire (Sitting Pretty) de Walter Lang
- 1949 : Monsieur Belvédère au collège (Mr. Belvedere Goes to College) de Henry Koster
- 1950 : Treize à la douzaine (Cheaper by the Dozen) de Walter Lang
- 1950 : On va se faire sonner les cloches (For Heaven's Sake) de George Seaton
- 1951 : Enlevez-moi, Monsieur ! (Elopement) de Henry Koster
- 1951 : Monsieur Belvédère fait sa cure (Mr. Belvedere Rings the Bell) de Henry Koster
- 1952 : Un grand séducteur (Dreamboat) de Claude Binyon
- 1952 : La Parade de la gloire (Stars and Stripes Forever) de Henry Koster
- 1953 : Titanic de Jean Negulesco
- 1953 : Mister Scoutmaster (en) de Henry Levin
- 1954 : La Fontaine des amours (Three Coins in the Fountain) de Jean Negulesco
- 1954 : Les femmes mènent le monde (Woman's World) de Jean Negulesco
- 1956 : L'Homme qui n'a jamais existé (The Man Who Never Was) de Ronald Neame
- 1957 : Ombres sous la mer (Boy on a Dolphin) de Jean Negulesco
- 1959 : The Remarkable Mr. Pennypacker de Henry Levin
- 1959 : Holiday for Lovers de Henry Levin
- 1962 : Une histoire de Chine (Satan Never Sleeps) de Leo McCarey

## Distinction
- Golden Globes 1947 : Golden Globe du meilleur acteur dans un second rôle pour Le Fil du rasoir